# 佐野村 (群馬県)
佐野村（さのむら）は、群馬県の中部、群馬郡に属していた村である。

## 地理
- 河川：烏川

## 歴史
- 1889年（明治22年）4月1日 - 町村制施行により西群馬郡佐野村が成立する。
- 1896年（明治29年）4月1日 - 郡統合（西群馬郡と片岡郡の統合）により群馬郡に属する。
- 1939年（昭和14年）10月1日 - 高崎市へ編入する。